# Cserkesz Autonóm Terület
A Cserkesz Autonóm Terület (oroszul: Черкесская автономная область; kabard nyelven: Черкес автономнэ область) vagy Cserkesszia (oroszul: Черкесия; kabard nyelven: Шэрджэс vagy Черкес хэку) az Orosz SZSZSZK és a Szovjetunió autonóm területe volt, amelyet 1926. április 26-án hoztak létre a Karacsáj-Cserkesz Autonóm Terület felosztásával. 1928. április 30-ig hivatalosan Cserkesz Nemzeti Terület (orosz: Черкесский национальный округ). 1957. február 11-én egyesült a korábbi Karacsáj Autonóm Területtel, létrehozva a második Karacsáj-Cserkesz Autonóm Területet. 1991-től Karacsáj-Cserkesz Köztársaság.

## A Cserkesz Autonóm Terület területi változásai

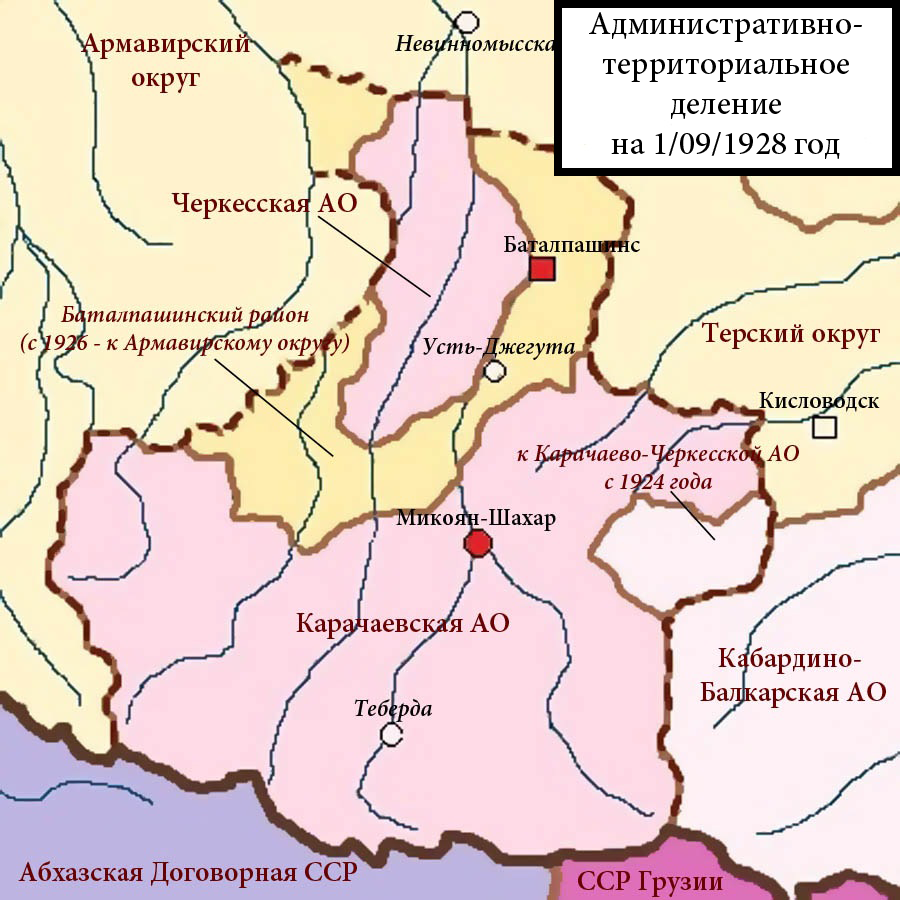
1928
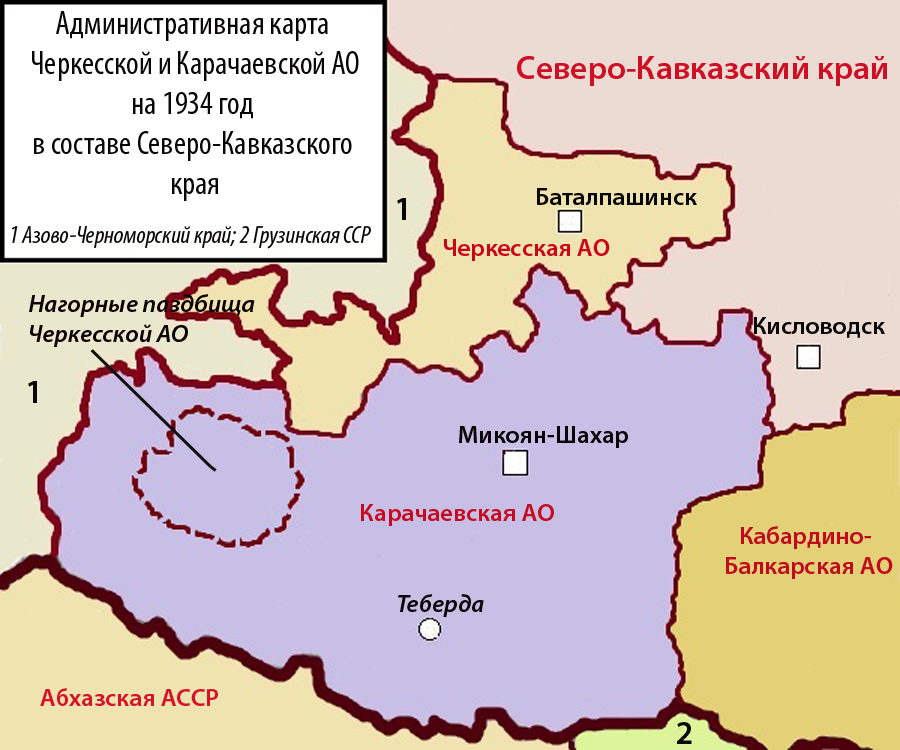
1934
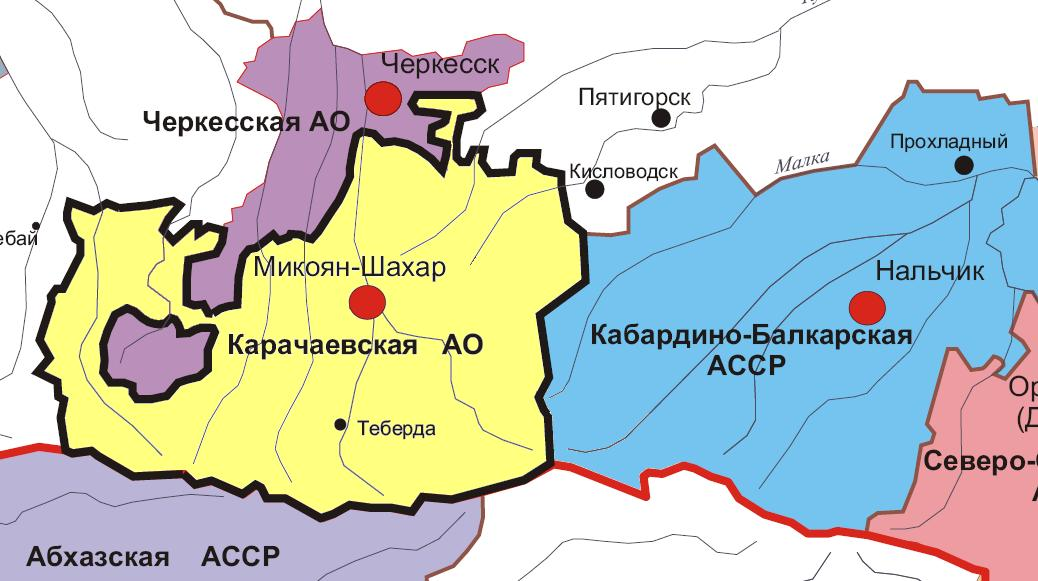
1943
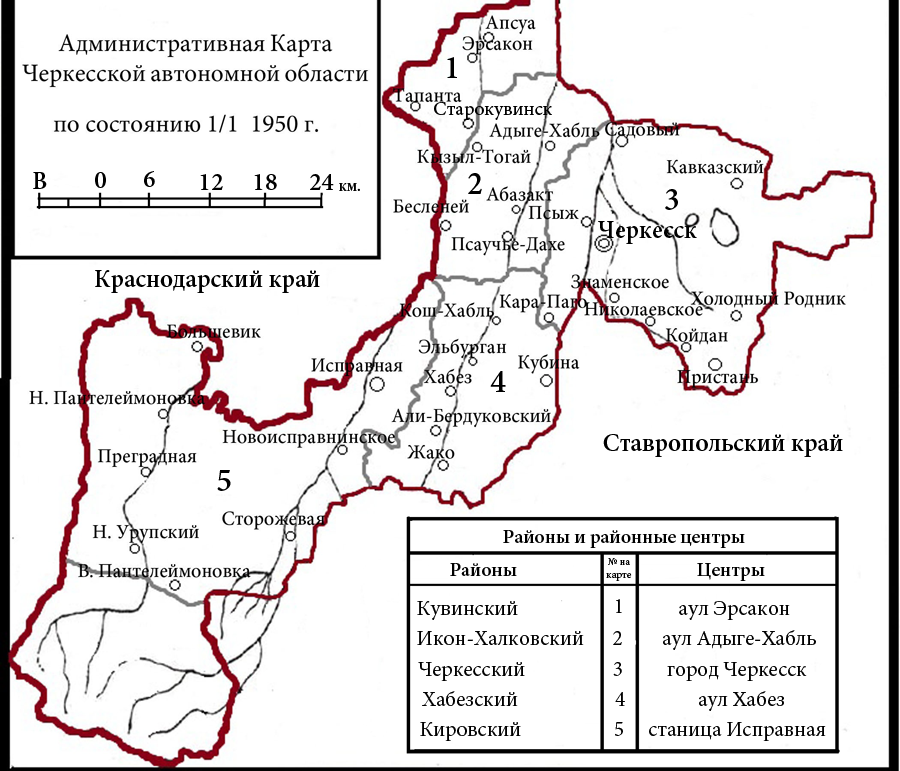
1950

## Fordítás
Ez a szócikk részben vagy egészben  a   Cherkess Autonomous Oblast című angol Wikipédia-szócikk ezen változatának fordításán alapul.  Az eredeti cikk szerkesztőit annak laptörténete sorolja fel. Ez a jelzés csupán a megfogalmazás eredetét és a szerzői jogokat jelzi, nem szolgál a cikkben szereplő információk forrásmegjelöléseként.